# ヘリーハンセン
ヘリーハンセン（HELLY HANSEN）は、ノルウェー・オスロに本社を置く、防水・防寒服を中心としたスポーツアパレルメーカー。世界45カ国で販売されている。

## 概要
特にヨットレースやセーリングなどのマリンスポーツにおいては抜群の知名度を誇り、アメリカスカップなどに参戦するヨットチームの多くに同社製品をオフィシャルサプライヤーとして提供している。また、アルペンスキーなどのスポーツにも製品を提供している
日本国内においてはスポーツ用品メーカー・ゴールドウインが販売総代理店となっている。

## 略歴
- 1877年 元船長のヘリー・ユール・ハンセン（Helly Juell Hansen）がノルウェー北西部のモスを拠点として漁師向けの防水衣料メーカーを立ち上げる。
- 1878年 パリ万国博覧会に防水衣料を出展、最優秀賞を受賞。
- 1879年 防水衣料と同じ素材でできた防火消火バケツを発売、当時の消火活動に大きく貢献する。
- 1914年 創業者・ヘリーが死去。以後は息子のヘリー・ハンセンが事業を引き継ぐ。
- 1920年代 新素材・リノックスを用いたレインコートを発売。
- 1949年 半透明のPVC（ポリ塩化ビニール）極薄シートを基布に縫い込むことで軽量化を実現した防水素材・ヘロックスを用いたレインコートを発売。
- 1950年代 現在のフリースの先駆けとも言える防寒素材「ファイバーパイル」を開発。
- 1980年 独自の防水・防寒素材「ヘリーテック」を開発。
- 1983年 ゴールドウィンと提携を結び、日本に進出。
- 2004年 防水スポーツシューズの発売を開始。